# Floris II van Pallandt
Floris van Pallandt (Culemborg, 23 januari 1577 – aldaar, 4 juni 1639) was de tweede graaf en zeventiende heer van Culemborg, vrijheer van Pallandt, Wittem en Weert, heer van Weerderbroek, Engelsdorff, Kintzweiler, Vrechen, Bachum, Wildenborch, Eck, Maurik, Homoet, Ommeren, Dalem, Eem, Eemkerk, Upalm, Opalm en Vroenstaeterweerdt.

## Biografie
Hij werd geboren op Kasteel Culemborg dat indertijd door de Spanjaarden uitgewoond en leeggeroofd was. Zijn ouders waren Floris van Pallandt, eerste graaf van Culemborg, en Philippa Sidonia van Manderscheidt. Hij volgde zijn vader op als graaf en heer van Culemborg na diens overlijden op 29 september 1598.  
Tijdens zijn studie ging hij op grand tour. Eind 1596 gaat hij met de docent Hermannus Modet naar het Heilige Roomse Rijk. In de jaren 1597 en 1598 verblijft hij in Kniphausen, bij zijn neef Ico. Vergeefs probeerden zijn vader en Ico bij de graven Van der Lippe en Van Lunenberg om de hand van een van hun dochters te vragen.  
Op 22 februari 1601 huwde hij Catharina van den Bergh (1578-1640), dochter van Willem IV van den Bergh en Maria gravin van Nassau, de oudste zus van Willem van Oranje.
Hij werd eerste afgevaardigde van het soevereine gewest Gelre & Zutphen naar de Staten-Generaal van de Republiek der Zeven Verenigde Nederlanden van 1617 in 's-Gravenhage. Van Pallandt koos toen de zijde van Johan van Oldenbarnevelt. Hij werd aangesteld als gedeputeerde te velde en woonde in die hoedanigheid de oorlogscampagnes bij van prins Frederik Hendrik van Oranje.  
Zijn huwelijk bleef kinderloos. Hij werd als graaf opgevolgd door een kleinzoon van zijn tante Elisabeth.